# Малиновка 2
Мали́новка 2 (белор. Малінаўка 2; до 2011 года — Малиновка) — деревня в составе Вишовского сельсовета Белыничского района Могилёвской области Белоруссии.

## Географическое положение
Ближайшие населённые пункты: Николаевка, Павлинка, Меженец, Закутье.

## История
4 марта 2011 года деревня Малиновка (код СОАТО 7204805056) переименована в Малиновка 2 (наименование на белорусском языке «Малінаўка 2»).

## Достопримечательности
- Памятник погибшим во время Великой Отечественной войны.